# ريتشارد ستريت
ريتشارد ستريت (بالإنجليزية: Richard Street)‏ هو مغني أمريكي، ولد في 5 أكتوبر 1942 في ديترويت في الولايات المتحدة، وتوفي في 27 فبراير 2013 في لاس فيغاس في الولايات المتحدة بسبب انصمام رئوي.

## وصلات خارجية
- ريتشارد ستريت على موقع IMDb (الإنجليزية)
- ريتشارد ستريت على موقع ميوزك برينز (الإنجليزية)
- ريتشارد ستريت على موقع أول ميوزيك (الإنجليزية)
- ريتشارد ستريت على موقع ديسكوغز (الإنجليزية)